# Drugi rząd Marka Ruttego
Drugi rząd Marka Ruttego (niderl. Kabinet-Rutte II) – rząd Holandii funkcjonujący od 5 listopada 2012 do 26 października 2017.
Gabinet powstał po przedterminowych wyborach z 12 października 2012. Został utworzony przez koalicję Partii Ludowej na rzecz Wolności i Demokracji (VVD) oraz Partii Pracy (PvdA), dysponującą większością 79 głosów w 150-osobowej Tweede Kamer. Zastąpił pierwszy rząd dotychczasowego premiera.
W skład gabinetu poza premierem weszło dwunastu ministrów. Powołano również siedmiu sekretarzy stanu.
W marcu 2017 w związku z wyborami parlamentarnymi premier podał gabinet do dymisji. Rząd kontynuował swoją działalność z uwagi na niezakończone negocjacje dotyczące powołania następnego gabinetu. Zakończył urzędowanie 26 października 2017, gdy po kilku miesiącach negocjacji powołano nowy rząd dotychczasowego premiera.

## Skład rządu

### Ministrowie
- premier: Mark Rutte (VVD)
- wicepremier, minister spraw społecznych i zatrudnienia: Lodewijk Asscher (PvdA)
- minister spraw wewnętrznych: Ronald Plasterk (PvdA)[3]
- minister spraw zagranicznych: Frans Timmermans (PvdA, do 17 października 2014), Bert Koenders (PvdA, od 17 października 2014)
- minister finansów: Jeroen Dijsselbloem (PvdA)
- minister sprawiedliwości: Ivo Opstelten (VVD, do 10 marca 2015), Ard van der Steur (VVD, od 20 marca 2015 do 26 stycznia 2017)[4], Stef Blok (VVD, od 27 stycznia 2017)
- minister spraw gospodarczych: Henk Kamp (VVD)
- minister obrony: Jeanine Hennis-Plasschaert (VVD, do 4 października 2017), Klaas Dijkhoff (VVD, od 4 października 2017)
- minister zdrowia, opieki społecznej i sportu: Edith Schippers (VVD)
- minister edukacji, kultury i nauki: Jet Bussemaker (PvdA)
- minister infrastruktury i środowiska: Melanie Schultz van Haegen (VVD)
- minister bez teki ds. mieszkalnictwa i służb publicznych: Stef Blok (VVD, do 27 stycznia 2017)
- minister bez teki ds. handlu zagranicznego i współpracy na rzecz rozwoju: Lilianne Ploumen (PvdA)

### Sekretarze stanu
- ds. gospodarki: Co Verdaas (PvdA, do 6 grudnia 2012), Sharon Dijksma (PvdA, od 18 grudnia 2012 do 3 listopada 2015), Martijn van Dam (PvdA, od 3 listopada 2015 do 1 września 2017)
- ds. finansów: Frans Weekers (VVD, do 30 stycznia 2014), Eric Wiebes (VVD, od 4 lutego 2014)
- ds. infrastruktury i środowiska: Wilma Mansveld (PvdA, do 28 października 2015), Sharon Dijksma (PvdA, od 3 listopada 2015)
- ds. zdrowia, opieki społecznej i sportu: Martin van Rijn (PvdA)
- ds. edukacji, kultury i nauki: Sander Dekker (VVD)
- ds. społecznych i zatrudnienia: Jetta Klijnsma (PvdA)
- ds. sprawiedliwości: Fred Teeven (VVD, do 9 marca 2015), Klaas Dijkhoff (VVD, od 20 marca 2015 do 4 października 2017)